# 高橋純一 (ゴルファー)
高橋 純一（たかはし じゅんいち、1949年3月12日 - ）は、京都府出身のプロゴルファー。

## 来歴
中学3年時に兄と一緒に受けたラウンドレッスンがきっかけでゴルフを始めると、慶應義塾高等学校時代よりゴルフ部に所属し、同大学商学部を経て、ハワイ・ワイアラエ・ゴルフクラブで本格的なゴルフ修行を始める 。
1971年にアメリカPGAのプロテストに合格し 、同年のハワイマッチプレー、ハワイJALオープンほか6勝する。
1976年のヤングライオンズでは中嶋常幸・前田新作に次ぐ3位、1978年の阿蘇ナショナルパークオープンでは上野忠美・藤間達雄・鈴村照男・前田・菊地勝司・新井規矩雄に次ぐ7位、1980年は阿蘇ナショナルパークオープンでは森憲二・吉川一雄・杉本英世・河野高明・横島由一と並んでの7位タイ、1981年の第1回KSB香川オープンでは内田繁・宮本省三・藤木三郎・高橋五月・榎本七郎と並んでの5位タイ、1981年の日本国土計画サマーズでは尾崎直道・高橋五・重信秀人・上原宏一と並んでの8位タイ、1982年の埼玉オープンでは6位タイに入った。
1983年にはハワイパールオープンでデビッド・イシイ（アメリカ）、青木基正・倉本昌弘・関水利晃に次ぐと同時に鷹巣南雄・牧野裕・高橋五と並んでの9位タイに入り、アジアサーキット・インディアンオープンではボブ・トウェイ（アメリカ）、謝玉樹（中華民国）との三つ巴のサドンデス・プレーオフを制して優勝  。インディアンオープンでは3日目で3位に浮上し、最終日73で回って通算3アンダー285をマーク、トウェイ・謝とのプレーオフとなる 。1番ホールで3打ともパーの後に2番ホールでバーディを奪い、トウェイと謝がボギーを叩いたため、高橋の初優勝が決まった 。アジアサーキットでは1977年タイランドオープンでの秋富由利夫以来6年ぶりの日本人選手の海外優勝、同大会では1968年の細石憲二以来となる日本人選手の優勝で、1万2492ドルの小切手を受け取った。
帰国後は国内のトーナメントに専念し、1985年の日本オープンを最後にレギュラーツアーから引退。
妻の実家がゴルフ場会員権事業の「住地ゴルフ」で、1984年からは渋谷を皮切りに『住地ゴルフスクール』を始める。その後はゴルフスクールの運営を基盤としてゴルフに関する様々な関係のイベントの企画、運営に着手。
同スクールは2019年から『MINATOGOLF』に改称され、現在はスクール運営会社JGS取締役会長を務める。
一方で港区ゴルフ連盟の会長を務め、年2回の区民ゴルフ大会開催や、一部東京の競技大会への参加に加え、ゴルフ人口拡大に向けてゴルフスクールの開講やジュニア育成に取り組んでいる。
港区体育協会の一員でもあり、港区体育祭など区民の親睦の場を提供すると共に、老若男女問わず一緒に楽しくプレーできるスポーツとしてゴルフ競技の発展を目指している。

## 主な優勝
- 1983年 - インディアンオープン